# بلاتين (إلينوي)
بلاتين (بالإنجليزية: Palatine)‏ هي قرية تقع في الولايات المتحدة في إلينوي. يقدر عدد سكانها بـ 68,557 نسمة .

## التركيبة السكانية
حدّد مكتب تعداد الولايات المتحدة بيانات التركيبة السكانية لبلاتين في تعداد الولايات المتحدة. في ما يلي، التركيبة السكانية حسب تعدادي 2000 و2010.

### تعداد عام 2000
بلغ عدد سكان بلاتين 65,479 نسمة بحسب تعداد عام 2000، وبلغ عدد الأسر 25,518 أسرة وعدد العائلات 16,592 عائلة مقيمة في القرية. في حين سجلت الكثافة السكانية 1,837.2 نسمة لكل كيلومتر مربع (4,758.3/ميل2). وبلغ عدد الوحدات السكنية 26,223 وحدة بمتوسط كثافة قدره 735.8 لكل كيلومتر مربع (1,905.7/ميل2).
وتوزع التركيب العرقي للقرية بنسبة 83.05% من البيض و2.15% من الأمريكيين الأفارقة و0.22% من الأمريكيين الأصليين و7.56% من الأمريكيين ذوي الأصول الآسيوية و0.04% من سكان جزر المحيط الهادئ و5.08% من الأعراق الأخرى و1.89% من عرقين مختلطين أو أكثر و14.12% من الهسبانيون أو اللاتينيون من أي عرق.
بلغ عدد الأسر 25,518 أسرة كانت نسبة 33.9% منها لديها أطفال تحت سن الثامنة عشر تعيش معهم، وبلغت نسبة الأزواج القاطنين مع بعضهم البعض 53.3% من أصل المجموع الكلي للأسر، ونسبة 8.3% من الأسر كان لديها معيلات من الإناث دون وجود شريك، بينما كانت نسبة 3.4% من الأسر لديها معيلون من الذكور دون وجود شريكة وكانت نسبة 35% من غير العائلات. تألفت نسبة 27.5% من أصل جميع الأسر من عدة أفراد يعيشون في نفس المنزل ونسبة 6.2% كانت تتألف من شخص يعيش بمفرده يبلغ من العمر 65 عاماً أو أكثر. وبلغ متوسط حجم الأسرة المعيشية 2.56، أما متوسط حجم العائلات فبلغ 3.18.
بلغ العمر الوسطي للسكان 34.3 عاماً. وكانت نسبة 24.8% من القاطنين تحت سن الثامنة عشر، وكانت نسبة 8.5% بين الثامنة عشر والرابعة والعشرين عاماً، ونسبة 35.7% كانت واقعةً في الفئة العمرية ما بين الخامسة والعشرين والرابعة والأربعين عاماً، ونسبة 22% كانت ما بين الخامسة والأربعين والرابعة والستين، ونسبة 8.6% كانت ضمن فئة الخامسة والستين عاماً فما فوق. يوجد لكل 100 أنثى 99.5 ذكر، ويوجد لكل 100 أنثى في الثامنة عشر من عمرها فما فوق 97.6 ذكر.
بلغ متوسط دخل الأسرة في القرية 80,335 دولارًا، أما متوسط دخل العائلة فبلغ 95,787 دولارًا. وكان متوسط دخل الذكور 64,448 دولارًا مقابل 37,587 دولارًا للإناث. وسجل دخل الفرد الخاص بالقرية 36,812 دولارًا. وكانت نسبة 1.8% من العائلات ونسبة 2.3% من السكان تحت خط الفقر، وكان من هؤلاء نسبة 2.6% تحت سن الثامنة عشر ونسبة 1.3% في الخامسة والستين من العمر وما فوق.

### تعداد عام 2010
بلغ عدد سكان بلاتين 68,557 نسمة بحسب تعداد عام 2010، وبلغ عدد الأسر 26,876 أسرة وعدد العائلات 17,646 عائلة مقيمة في القرية. في حين سجلت الكثافة السكانية 1,923.6 نسمة لكل كيلومتر مربع (4,982.1/ميل2). وبلغ عدد الوحدات السكنية 28,621 وحدة بمتوسط كثافة قدره 803.1 لكل كيلومتر مربع (2,080.0/ميل2).
وتوزع التركيب العرقي للقرية بنسبة 76.92% من البيض و2.73% من الأمريكيين الأفارقة و0.28% من الأمريكيين الأصليين و10.32% من الأمريكيين ذوي الأصول الآسيوية و0.03% من سكان جزر المحيط الهادئ و7.41% من الأعراق الأخرى و2.30% من عرقين مختلطين أو أكثر و18.01% من الهسبانيون أو اللاتينيون من أي عرق.
بلغ عدد الأسر 26,876 أسرة كانت نسبة 33.2% منها لديها أطفال تحت سن الثامنة عشر تعيش معهم، وبلغت نسبة الأزواج القاطنين مع بعضهم البعض 52.8% من أصل المجموع الكلي للأسر، ونسبة 9% من الأسر كان لديها معيلات من الإناث دون وجود شريك، بينما كانت نسبة 3.8% من الأسر لديها معيلون من الذكور دون وجود شريكة وكانت نسبة 34.3% من غير العائلات. تألفت نسبة 27.8% من أصل جميع الأسر من عدة أفراد يعيشون في نفس المنزل ونسبة 7.5% كانت تتألف من شخص يعيش بمفرده يبلغ من العمر 65 عاماً أو أكثر. وبلغ متوسط حجم الأسرة المعيشية 2.54، أما متوسط حجم العائلات فبلغ 3.16.
بلغ العمر الوسطي للسكان 36.8 عاماً. وكانت نسبة 23.9% من القاطنين تحت سن الثامنة عشر، وكانت نسبة 7.6% بين الثامنة عشر والرابعة والعشرين عاماً، ونسبة 30.7% كانت واقعةً في الفئة العمرية ما بين الخامسة والعشرين والرابعة والأربعين عاماً، ونسبة 27.2% كانت ما بين الخامسة والأربعين والرابعة والستين، ونسبة 10.5% كانت ضمن فئة الخامسة والستين عاماً فما فوق. وتوزع التركيب الجنسي للسكان بنسبة 49.4% ذكور و50.6% إناث.

## أعلام
- أندرو جوزيف مكدونالد
- دوغ ارين
- أندي ماكديرموت
- لين رود
- كريستينا مور